# ولادیمیرووو (استان دوبریچ)
ولادیمیرووو (به بلغاری: Vladimirovo) یک منطقهٔ مسکونی در کشور بلغارستان است که در شهرستان دوبریچکا واقع شده‌است.